# Трейзо
Трѐйзо (на италиански: Treiso; на пиемонтски: Treis, Трейз) е село и община в Северна Италия, провинция Кунео, регион Пиемонт. Разположено е на 410 m надморска височина. Населението на общината е 828 души (към 2010 г.).